# Fisklösa (Överums socken, Småland)
Fisklösa är en sjö i Västerviks kommun i Småland och ingår i Storån-Botorpsströmmens kustområde.